# ناحیه ۱۳ بوداپست
ناحیه ۱۳ یکی از ۲۳ ناحیهٔ بوداپست پایتخت مجارستان و مشتمل بر دو زیرناحیه اصلی اوی‌لیپوت‌واروش و آندیال‌فولد است. این ناحیه ۱۳٫۴۳ کیلومتر مربع مساحت دارد و طبق آمار اول ژانویهٔ سال ۲۰۱۹، جمعیت آن ۱۲۱٬۶۵۷ نفر است.

## خواهرخوانده
- وین، اتریش
- اوسییک، کرواسی
- کوشیتسه-یوه، بخشی از ناحیه ۴ کوشیتسه، اسلواکی
- سوت، رومانی
- ورشو، لهستان